# Nagari Parambahan
Nagari Parambahan is een bestuurslaag in het regentschap Solok van de provincie West-Sumatra, Indonesië. Nagari Parambahan telt 1412 inwoners (volkstelling 2010).